# 杜英翰
杜英翰（?—?），唐朝中期安南起事领袖。
安南都护高正平征收赋税繁重，唐德宗贞元八年（791年）四月，蛮族酋长杜英翰等人起事，发兵围困安南都护府，高正平忧虑而死，群蛮听说后都归降了。五月二十二日，唐朝在安南设置柔远军。七月二十一日，唐德宗任命虔州刺史赵昌为安南都护，于是群蛮安定下来了。
越南史书认为这次起事的领袖是冯兴、冯安父子。吴士连《大越史记全书》记载，冯兴、冯骇接受杜英翰的建议，率众起义。唐安南都护高正平发兵镇压，为冯兴所败，高正平忧惊而死。冯兴去世后，其子冯安继立。冯安尊冯兴为“布盖大王”。赵昌为安南都护，遣使招抚冯安，冯安率众投降。